# Лас-Куэвас
Лас-Куэвас (исп. Las Cuevas — пещеры) — посёлок в аргентинской провинции Мендоса. Расположен на высоте 3151 м над уровнем моря возле андского перевала Бермехо. Через Лас-Куэвас проходит Панамериканское шоссе, имеющее здесь ширину в две полосы и называющееся национальным маршрутом No.7. На востоке шоссе соединяет посёлок с городом Мендосой, до которого около 210 км, а на западе — с чилийской столицей Сантьяго, что всего в 160 км. Ближайшее к Лас-Куэвасу соседнее поселение — Мост Инков (Puente del Inca), расположенный в 15 км к востоку по Панамериканскому шоссе. Самый высокогорный населённый пункт в Аргентине.

## Климат и население
Климат посёлка — аридный. Температура в разгар лета — в декабре и январе — достигает 25оС, зимою — −20оС. Суточные колебания температуры весьма значительны, что отражается на её среднемесячных значениях: январь — 9,2оС, июнь — −2,7оС.

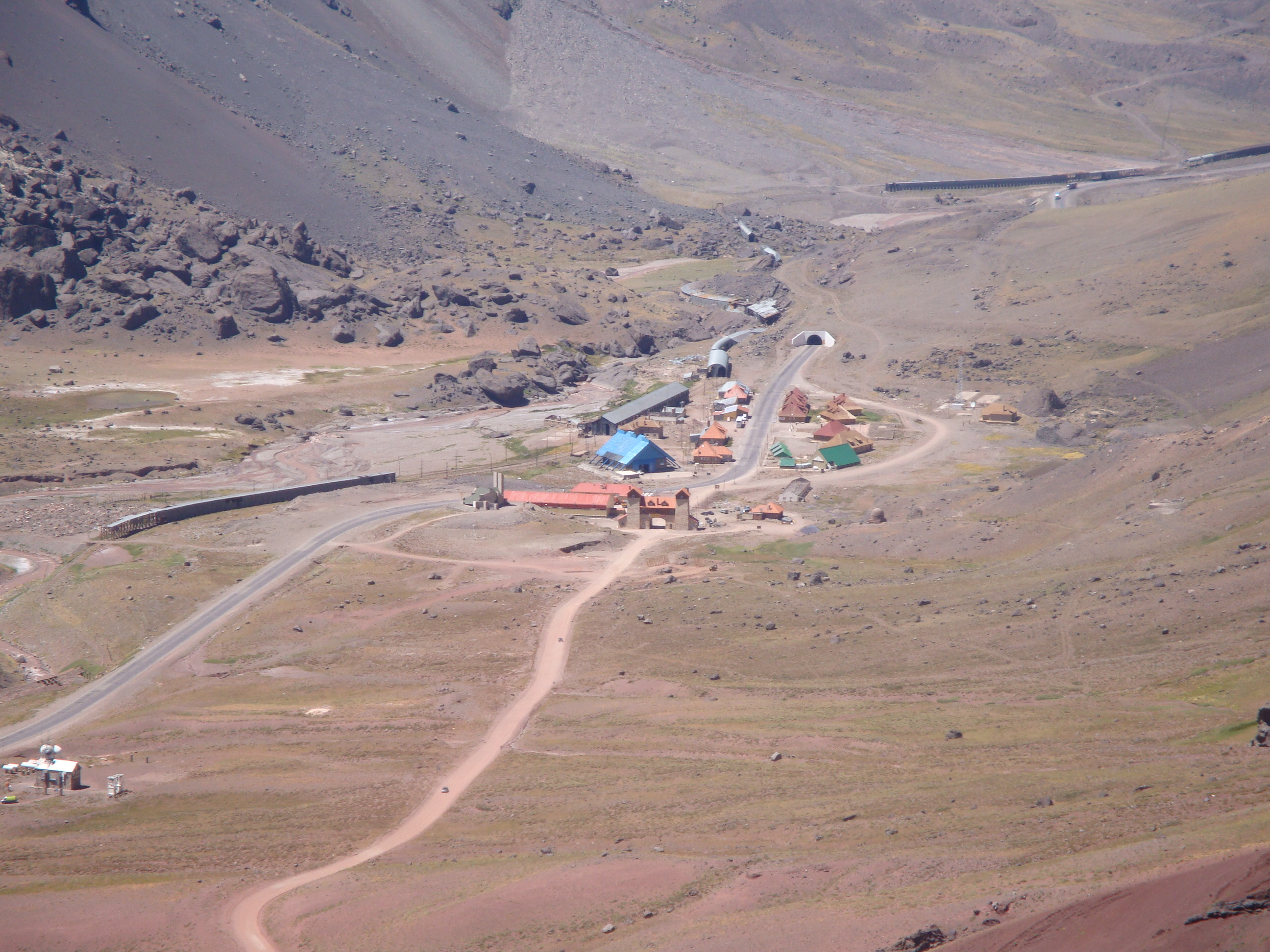
Лас-Куэвас. Видны шоссейный и железнодорожный тоннели.

Население Лас-Куэваса невелико — в 2001 г. оно составляло всего 7 человек. Жители посёлка кормятся ресторанным бизнесом и продажей сувениров туристам, приезжающим осмотреть заброшенный тоннель Трансандинской железной дороги. Проезжие по Панамериканскому шоссе в Лас-Куэвасе почти не останавливаются, ибо пограничный контроль между Аргентиной и Чили осуществляется в Пунта-де-Вакасе, что в 37 км к востоку.

## Достопримечательности
Возле посёлка расположен восточный портал железнодорожного Кумбрского тоннеля, который является частью закрытой в 1984 г. Трансандинской железной дороги. Однопутный тоннель привлекает туристов возможностью пеших прогулок по нему. Рядом находится въезд в автомобильный тоннель, известный как «Международный туннель Освободителей» (Paso Internacional Los Libertadores). Неподалёку от Лас-Куэваса в 1904 г. поставлен Андский Христос — скульптурное изображение Христа Искупителя (Cristo Redentor de los Andes). Из самого посёлка отрывается интересный вид на вершину Аконкагуа, находящуюся примерно в 25 км к северу.